# Ontario Rugby Football Union
Ne doit pas être confondu avec Ontario Rugby Union.
La Ontario Rugby Football Union (ORFU) est une ligue de football canadien ayant existé de 1883 à 1972. Il s'agit d'une des toutes premières organisations de ce sport hybride alors souvent appelé « rugby football » dont les règles étaient à l'origine beaucoup plus proches de celles du rugby que maintenant. En 1903 elle est la première ligue à adopter les règles Burnside (en) qui sont à l'origine des règles actuelles du football canadien.
Après la création de la Interprovincial Rugby Football Union (IRFU) en 1907, l'ORFU est reléguée au statut de ligue de deuxième niveau, mais elle est encore en compétition pour l'obtention de la coupe Grey, que ses équipes remportent à quelques reprises. 
Au cours de la Seconde Guerre mondiale, des équipes militaires se joignent à l'ORFU pour compenser la suspension des activités de la IRFU et de la Western Interprovincial Football Union (WIFU), les deux ligues majeures. Durant cette période, les Flying Wildcats de Hamilton, composés de membres de l'Aviation royale canadienne, sont en 1943 la dernière équipe de l'ORFU à mettre la main sur la coupe Grey. Après la guerre, les équipes de l'ORFU ne sont plus de force à lutter contre celles de l'IRFU et de la WIFU ; aucune équipe de l'ORFU n'a battu en match éliminatoire une équipe de l'IRFU ou de la WIFU depuis 1936. En 1955 elle est exclue de la course pour la coupe Grey, qui est dès lors exclusivement contestée entre l'IRFU et la WIFU, lesquelles forment peu après la Ligue canadienne de football. 
L'ORFU continue ses opérations en tant que circuit mineur jusqu'à sa disparition après la saison 1972.  

## Champions de l'ORFU
| Année       | Club champion                                           |
| ----------- | ------------------------------------------------------- |
| 1883        | Argonauts de Toronto                                    |
| 1884        | Argonauts de Toronto                                    |
| 1885        | Ottawa College                                          |
| 1886        | Ottawa College                                          |
| 1887        | Ottawa College                                          |
| 1888        | Ottawa College                                          |
| 1889        | Ottawa College                                          |
| 1890        | Tigers de Hamilton                                      |
| 1891        | Osgoode Hall                                            |
| 1892        | Osgoode Hall                                            |
| 1893        | Queen's University                                      |
| 1894        | Queen's University                                      |
| 1895        | University of Toronto                                   |
| 1896        | University of Toronto                                   |
| 1897        | Tigers de Hamilton                                      |
| 1898        | Rough Riders d'Ottawa                                   |
| 1899        | Kingston Granites                                       |
| 1900        | Rough Riders d'Ottawa                                   |
| 1901        | Argonauts de Toronto                                    |
| 1902        | Rough Riders d'Ottawa                                   |
| 1903        | Tigers de Hamilton                                      |
| 1904        | Tigers de Hamilton                                      |
| 1905        | Tigers de Hamilton                                      |
| 1906        | Tigers de Hamilton                                      |
| 1907        | Peterborough Pets                                       |
| 1908        | Toronto Amateur Athletic Club                           |
| 1909        | Toronto Parkdale Canoe Club                             |
| 1910        | Toronto Amateur Athletic Club                           |
| 1911        | Hamilton Alerts                                         |
| 1912        | Hamilton Alerts (Coupe Grey)                            |
| 1913        | Toronto Parkdale Canoe Club                             |
| 1914        | Hamilton Rowing Club                                    |
| 1915        | Toronto Rowing and Athletic Association                 |
| 1916 - 1918 | Saisons annulées à cause de la Première Guerre mondiale |
| 1919        | Toronto Rowing and Athletic Association                 |
| 1920        | Toronto Rowing and Athletic Association                 |
| 1921        | Toronto Parkdale Canoe Club                             |
| 1922        | Toronto Parkdale Canoe Club                             |
| 1923        | Hamilton Rowing Club                                    |
| 1924        | Balmy Beach de Toronto                                  |
| 1925        | Balmy Beach de Toronto                                  |
| 1926        | Balmy Beach de Toronto                                  |
| 1927        | Balmy Beach de Toronto (Coupe Grey)                     |
| 1928        | University of Toronto Orphans                           |
| 1929        | Imperials de Sarnia                                     |
| 1930        | Balmy Beach de Toronto (Coupe Grey)                     |
| 1931        | Imperials de Sarnia                                     |
| 1932        | Imperials de Sarnia                                     |
| 1933        | Imperials de Sarnia                                     |
| 1934        | Imperials de Sarnia (Coupe Grey)                        |
| 1935        | Imperials de Sarnia                                     |
| 1936        | Imperials de Sarnia (Coupe Grey)                        |
| 1937        | Imperials de Sarnia                                     |
| 1938        | Imperials de Sarnia                                     |
| 1939        | Imperials de Sarnia                                     |
| 1940        | Balmy Beach de Toronto                                  |
| 1941        | Wildcats de Hamilton                                    |
| 1942        | Toronto RCAF Hurricanes (Coupe Grey)                    |
| 1943        | Flying Wildcats de Hamilton (Coupe Grey)                |
| 1944        | Flying Wildcats de Hamilton                             |
| 1945        | Balmy Beach de Toronto                                  |
| 1946        | Balmy Beach de Toronto                                  |
| 1947        | Ottawa Trojans                                          |
| 1948        | Tigers de Hamilton                                      |
| 1949        | Tigers de Hamilton                                      |
| 1950        | Balmy Beach de Toronto                                  |
| 1951        | Imperials de Sarnia                                     |
| 1952        | Imperials de Sarnia                                     |
| 1953        | Balmy Beach de Toronto                                  |
| 1954        | Dutchmen de Kitchener-Waterloo                          |
| 1955        | Dutchmen de Kitchener-Waterloo                          |
| 1956        | Dutchmen de Kitchener-Waterloo                          |
| 1957        | Dutchmen de Kitchener-Waterloo                          |
| 1958        | Golden Bears de Sarnia                                  |
| 1959        | Golden Bears de Sarnia                                  |
| 1960        | London Lords                                            |

## Plus grand nombre de championnats
- 12- Imperials de Sarnia (1929, 1931–39, 1951–52)
- 10- Balmy Beach de Toronto (1924–27, 1930, 1940, 1945–46, 1950, 1953)
- 8- Tigers de Hamilton (1890, 1897, 1903–06, 1948–49)
- 5- Ottawa College (1885–89)
- 4- Toronto Parkdale Canoe Club (1909, 1913, 1921–22)
- 4- Dutchmen de Kitchener-Waterloo (1954–57)
- 3- Argonauts de Toronto (1883–84, 1901)
- 3- Rough Riders d'Ottawa (1898, 1900, 1902)
- 3- Toronto Rowing and Athletic Association (1915, 1919–20)
- 3- Wildcats/Flying Wildcats de Hamilton (1941, 1943–44)
- 2- Osgoode Hall (1891–92)
- 2- Queen's University (1893–94)
- 2- University of Toronto (1895, 1896)
- 2- Toronto Amateur Athletic Club (1908, 1910)
- 2- Hamilton Alerts (1911–12)
- 2- Hamilton Rowing Club (1914, 1923)
- 2- Sarnia Golden Bears (1958–59)

## Trophée Imperial Oil – Joueur par excellence
- 1934 Norm Perry - Imperials de Sarnia
- 1935 Hugh "Bummer" Stirling - Imperials de Sarnia
- 1936 Syd Reynolds - Balmy Beach de Toronto
- 1937 Ormond Beach - Imperials de Sarnia
- 1938 John Ferraro - Montreal Nationals
- 1939 Eddie Thompson - Balmy Beach de Toronto
- 1940 Nick Paithouski - Sarnia 2/26 Battery
- 1941 Al Lenard - Wildcats de Hamilton
- 1942 Bill Stukus - Toronto RCAF Hurricanes
- 1943 Bob Cosgrove - Toronto RCAF Hurricanes
- 1944 Joe Krol - Flying Wildcats de Hamilton
- 1945 Arnie McWatters - Ottawa Trojans
- 1946 Frank Gnup - Wildcats de Hamilton
- 1947 Bob Paffrath - Toronto Indians
- 1948 Frank Filchock - Tigers de Hamilton
- 1949 Don "Sleepy" Knowles - Imperials de Sarnia
- 1950 Carl Galbreath - Balmy Beach de Toronto
- 1951 Bruce Mattingly - Imperials de Sarnia
- 1952 John Pont - Balmy Beach de Toronto
- 1953 Dick Gregory - Balmy Beach de Toronto
- 1954 Bob Celeri - Dutchmen de Kitchener-Waterloo
- 1955 Bob Celeri - Dutchmen de Kitchener-Waterloo